# Demokratisches Forum der Deutschen in Rumänien

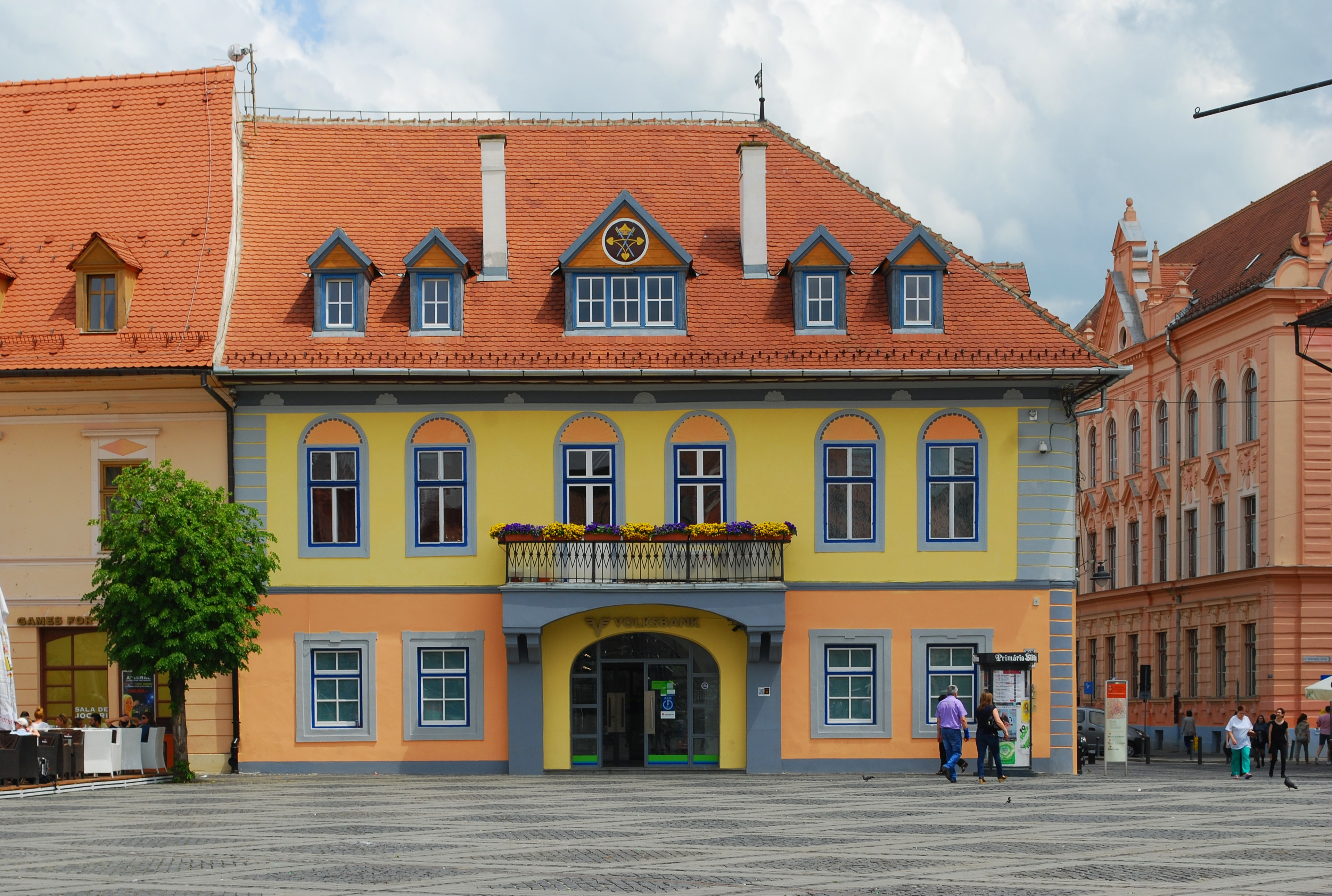
Das Lutsch-Haus – Hauptsitz des DFDR in Hermannstadt

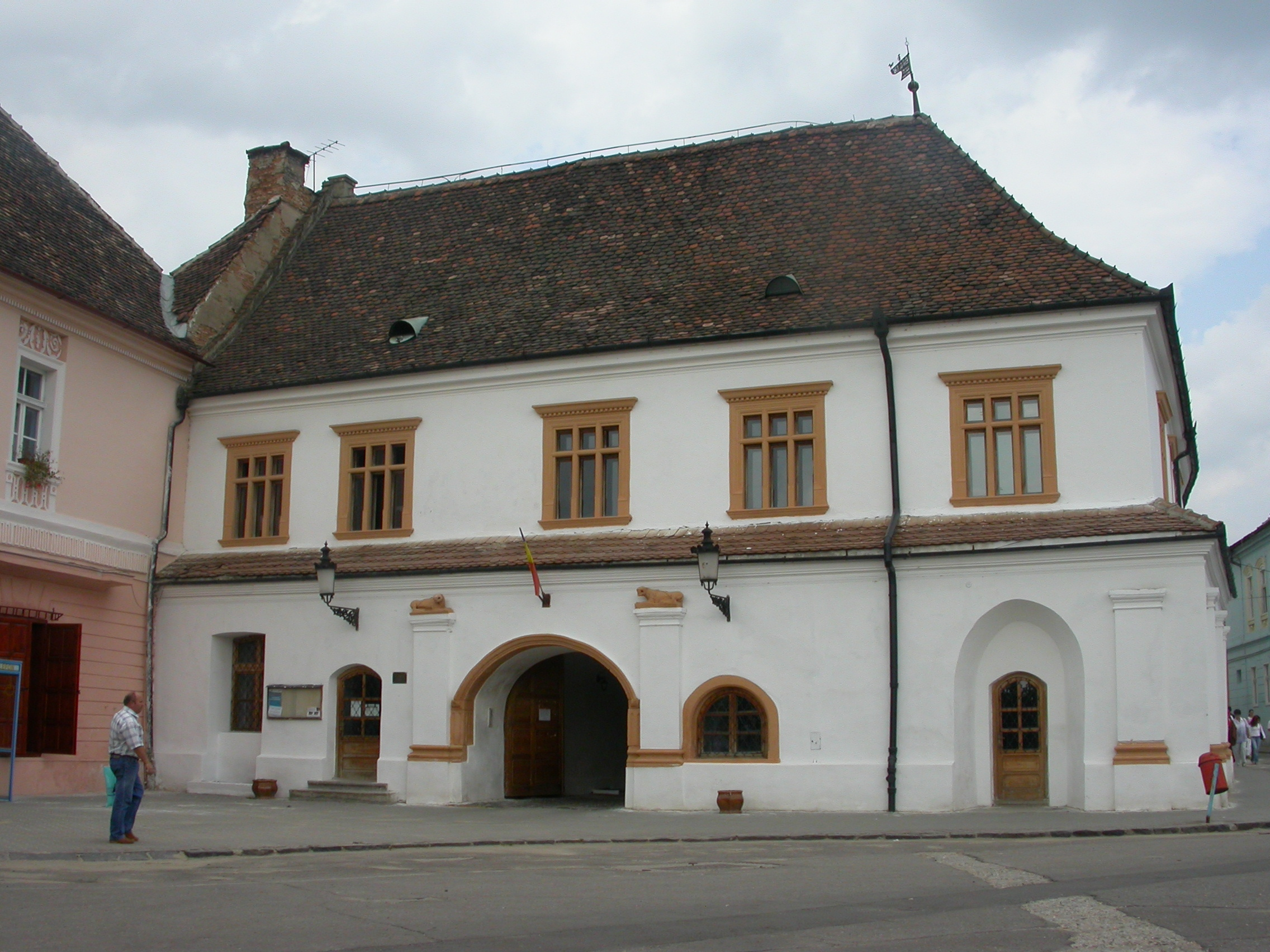
Das Schuller Haus – Sitz des DFDR in Mediaș

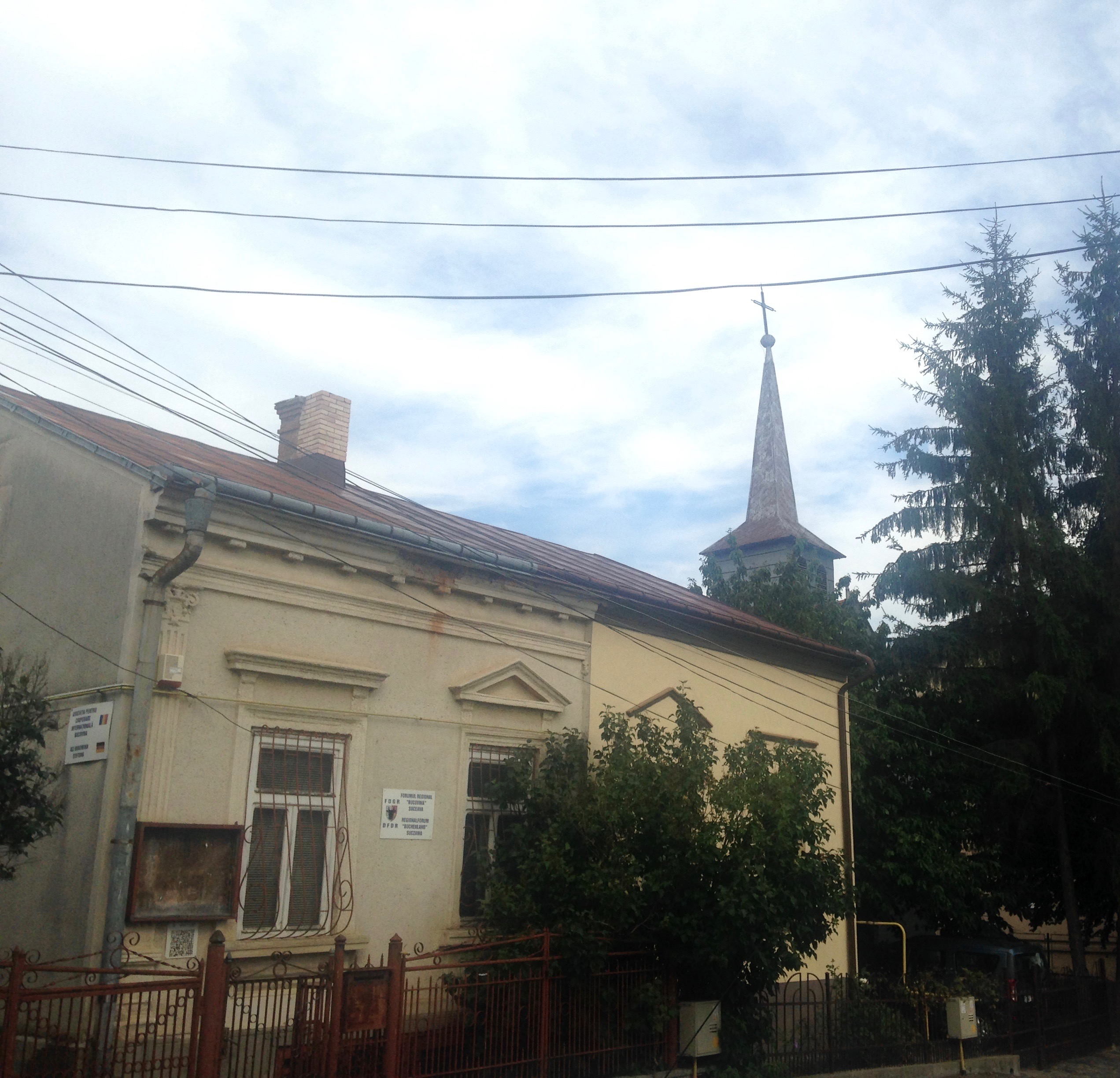
Sitz des DFDR in Suceava

Das Demokratische Forum der Deutschen in Rumänien (DFDR, Rumänisch: Forumul Democrat al Germanilor din România (FDGR)) ist der Interessenverband der Rumäniendeutschen. Seine Gemeinnützigkeit ist durch Regierungserlass 599 vom 4. Juni 2008 anerkannt. Das DFDR wurde während der Revolutionstage Ende 1989 gegründet. Auf Grund der Parteiengesetzgebung ist der Verband berechtigt, am politischen Leben in Rumänien teilzunehmen und Kandidaten bei Kommunal- und Parlamentswahlen aufzustellen.

## Die Vorsitzenden des DFDR
- Thomas Nägler, 1990–1992;
- Paul Philippi, 1992–1998;
- Eberhard Wolfgang Wittstock, 1998–2002;
- Klaus Johannis, 2002–2013;
- Paul-Jürgen Porr, seit 2013.[5]

## Vertretung im Parlament
Allen 20 staatlich anerkannten ethnischen Minderheiten in Rumänien steht durch die minderheitenfreundliche rumänische Wahlgesetzgebung ein Vertreter in der Abgeordnetenkammer zu. Voraussetzung ist, die Minderheitenorganisation beteiligt sich an den Wahlen und erzielt eine gesetzlich vorgeschriebene Mindestanzahl an Stimmen.

### Die Abgeordneten des DFDR
- Ingmar Brandsch, 1990–1992;[7]
- Eberhard Wolfgang Wittstock, 1992–1996 und 1997–2004;[8]
- Werner Horst Brück, 1996–1997;[9]
- Ovidiu Victor Ganț, seit 2004.[10]

## Mandate in Kommunen
Das DFDR hat sich an allen Wahlen seit der politischen Wende in Rumänien im Jahre 1989 beteiligt, deutlich an Relevanz auf kommunalpolitischer Ebene gewann es seit dem Jahr 2000. In Hermannstadt stellt es seit 2000 den Bürgermeister und erhielt im Jahr 2004 60,43 % der Stimmen für den Stadtrat. Von 2004 bis 2008 stellte das DFDR weitere Bürgermeister in den Städten Mediaș und Cisnădie (beide Städte im Kreis Hermannstadt) sowie in mehreren Dörfern im Kreis Satu Mare, bei den Wahlen 2008 erzielten die DFDR-Vertreter Bürgermeistermandate in Cisnădie und Avrig (Kreis Hermannstadt), 7 Mandate in Gemeinden im Kreis Satu Mare und eines in einer Gemeinde im Kreis Caraș-Severin. Im Kreis Hermannstadt (mit rund 425.000 Einwohnern) stellte das DFDR von 2004 bis 2012 den Vorsitzenden des Kreisrates und von 2004 bis 2008 mit 11 der 33 Sitze die stärkste Fraktion. Die deutsche Minderheit macht nur mehr 1 Prozent der Bevölkerung des Kreises aus.

### Kommunalwahlergebnisse 2012

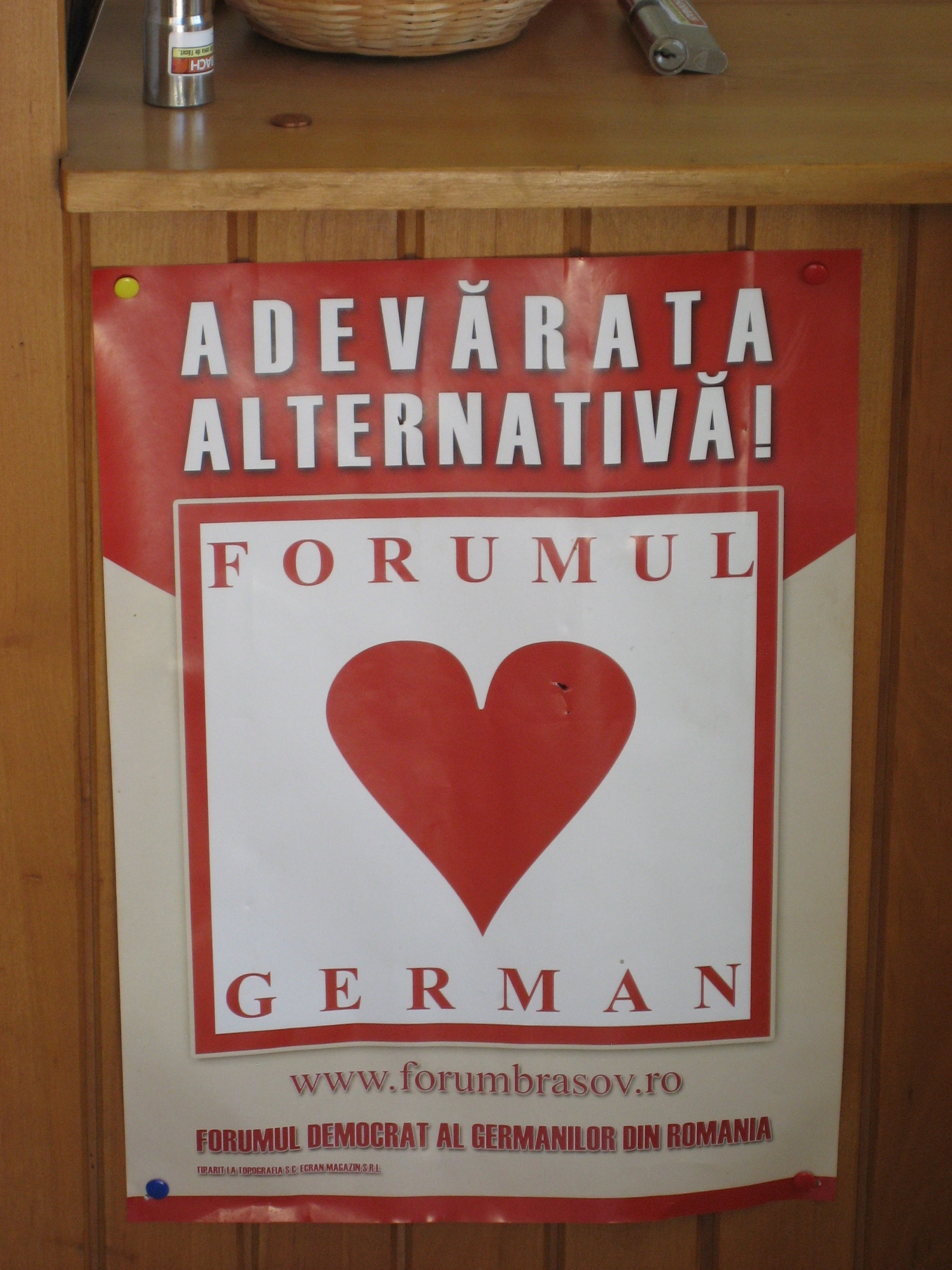
Wahlplakat des DFDR Kronstadt mit Parteilogo, 2013

Bei den Kommunalwahlen vom 10. Juni 2012 errang das DFDR neun Bürgermeistersitze. Klaus Johannis wurde mit 77,9 % der Stimmen in Hermannstadt in eine vierte Amtszeit gewählt, das DFDR erzielte 15 von 23 Stadtratssitzen und also erneut die absolute Mehrheit. In Avrig wurde Arnold Klingeis in eine zweite Amtszeit gewählt. Im Kreis Satu Mare wurden sieben Forumskandidaten zu Bürgermeistern gewählt: Mihai Löchli in Schamagosch, Imre Sütö in Kalmandi, Gheorghe-Otto Marchi in Petrifeld, Gabor Fezer in Terem, Ioan Zoltan Kardosi in Stanislau, Iosif Mellau in Schönthal und Gheorghe-Nicolae Gyákon in Turulung.
Auf Kreisebene gewann das DFDR neun Mandate im Kreis Hermannstadt und zwei im Kreis Brașov.
Stadt- und Gemeinderäte wurden insgesamt 72 Repräsentanten des DFDR gewählt. Außer den 15 Stadträten in Hermannstadt gab es erstmals zwei Stadtratssitze in Brașov, Gemeinderäte stellte das DFDR in den Kreisen Hermannstadt, Brașov, Satu Mare, Timiș, Caraș-Severin und Bihar.

### Kommunalwahlergebnisse 2016
Bei den Kommunalwahlen vom 5. Juni 2016 errang das DFDR fünf Bürgermeistersitze. Astrid Fodor wurde zur Bürgermeisterin in Hermannstadt gewählt, im Kreis Sathmar blieben Imre Sütö (Kalmandi), Ioan Zoltan Kardosi (Stanislau), Iosif Mellau (Schinal) und Gheorghe Gyakon (Turterebesch) für ein weiteres Mandat im Amt. Das DFDR stellt desgleichen 7 Vizebürgermeister (2 im Kreis Hermannstadt und 5 im Kreis Sathmar).
In den Verwaltungen von Kreisen ist das DFDR durch eine stellvertretende Kreisratsvorsitzende – Christine Manta-Klemens in Hermannstadt – und zehn Räte (8 im Kreisrat Hermannstadt und 2 im Kreisrat Kronstadt) vertreten.
Stadtratsmandate erzielte das DFDR insgesamt 25, die meisten (12) erneut in Hermannstadt, weitere im Kreis Arad in Sântana (1), im Kreis Hermannstadt in Avrig (3) und Cisnădie (1), im Kreis Brașov in der Stadt Brașov (2) sowie in Făgăraș (3) und Reps (1) sowie im Kreis Timiș in Buziaș und Detta (je 1 Mandat).
Die 56 Gemeinderäte des DFDR wurden in den Kreisen Satu Mare (45), Brașov (7), Timiș (2), Bihar (1) und Hermannstadt (1) gewählt.

### Kommunalwahlergebnisse 2020
Bei den Kommunalwahlen vom 6. Dezember 2020 errang das DFDR fünf Bürgermeistersitze. Otto Gheorghe Marchis wurde zum Bürgermeister in Petrifeld gewählt, Astrid Fodor blieb Bürgermeisterin in Hermannstadt. Im Kreis Satu Mare blieben Imre Sütö (Kalmandi), Ioan Zoltan Kardosi (Stanislau) und Gheorghe Gyakon (Turterebesch) für ein weiteres Mandat im Amt.
Stadtratsmandate erzielte das DFDR insgesamt 23, die meisten (13) erneut in Hermannstadt, weitere im Kreis Arad in Sântana (1), im Kreis Hermannstadt in Avrig (3) und Cisnădie (2), im Kreis Brașov in Făgăraș (3) und Reps (2), im Kreis Timiș in Buziaș (1) und Jimbolia (1), sowie im Kreis Maramuresch in Vișeu de Sus (1).
Die 46 Gemeinderäte des DFDR wurden in den Kreisen Satu Mare (39), Brașov (6) und Timiș (1) gewählt.

## Persönlichkeiten des DFDR
- Klaus Johannis, Bürgermeister von Hermannstadt, von 2014 bis 2025 Präsident Rumäniens
- Martin Bottesch, Präsident des Bezirksrats von Hermannstadt
- Daniel Thellmann, Bürgermeister von Mediaș
- Astrid Fodor, Bürgermeisterin von Hermannstadt